# MTREC
Die Multi Throttle Responsive Engine Control (MTREC) ist ein von Honda entwickeltes Lufteinlasssystem für Ottomotoren mit einer eigenen Drosselklappe für jeden Zylinder und einer Lufteinlasskammer, die einen Luftvorrat für alle Zylinder enthält. Sie soll die Leistung des Motors auch ohne Aufladung, etwa durch einen Turbolader, steigern.
Die dem Zylinder zugeordnete Drosselklappe sitzt im Ansaugrohr, das von der Lufteinlasskammer zu den Einlassventilen führt. Das elektronische Motormanagement steuert Einspritzanlage und Drosselklappen.

## Geschichte
Die Technik für das MTREC-System wurde für die Fahrzeuge der Formel 1 entwickelt und erstmals 1991 in Personenkraftwagen der Kei-Car-Klasse mit dem Motor der Type E07A im Roadster Honda Beat angeboten. Ab 1993 gab es MTREC auch im Honda Today.
Mit MTREC und der Einspritzanlage PGM-FI leistet der kurzhubige 3-Zylinder-Viertakt-Ottomotor des Beat mit einer obenliegenden Nockenwelle, 12 Ventilen und einem Hubraum von 656 cm³ ohne Turbolader 47 kW (64 PS) bei 8.100 min−1. Das maximale Drehmoment von 60 Nm liegt bei 7.000 min−1an. Die Lufteinlasskammer hat ein Volumen von 5 l.